# Теорије о пореклу човека
Недавним афричким пореклом модерног човека се у палеоантропологији назива широко прихваћен модел описивања порекла и раних миграција анатомски модерног човека. Хипотеза да људи имају заједничко порекло (моногенеза) је први пут објављена у књизи Чарлса Дарвина Порекло човека (1871). Тај концепт се сматрао спекулативним до 1980-их, када је поткрепљен проучавањем данашње митохондријалне ДНК с једне стране и доказива заснованим на физичкој антропологији старијих узорака с друге.

## Старост људског рода и аустралопитек
Старост људског рода процењује се на око три милиона година, а најстарији познати човекови остаци пронађени су у југоисточној Африци и сврстани су у групу аустралопитека (јужни мајмун). У дугој еволуцији аустралопитек је био прелазни тип између човека и животиње. Изложен опасности од животиња, прачовек је проналазио нове начине за опстанак и постепено се развијао.

## Хомо хабилис
Иако сувише споро, аустралопитек је током милион година еволуирао у нови тип прачовека назван спретни (вешти) човек (хомо хабилис) који је имао знатно већи мозак. Хомо хабилис је прво биће на Земљи које је почело да израђује оруђа од камена и костију. Та људска врста се из југоисточне Африке раширила на евроазијске просторе.

## Хомо еректус
Милион година од настанка хомо хабилис је толико узнапредовао да се величином мозга и сложенијом израдом оруђа потпуно разликовао од свог афричког претка. Научници су тај практично нови тип назвали усправни човек (хомо еректус). Остаци хомо еректуса су пронађени у Индонезији на острву Јава и Кини (синантроп), Европи и Африци. У времену између четристо хиљада година и триста хиљада година пре нове ере хомо еректус је је научио да користи ватру, али још увек није био у стању да је упали. Употреба ватре уздигла је човека и учинила га надмоћним у односу на животињски свет јер се помоцћу ње штитио од хладноће и звери, а у лову на мамуте служила му је као оружје.

## Неандерталац
Из рода хомо еректуса издвојио се неандерталац, чији су остаци пронађени у долини Неандертал у Немачкој, али он је споредна грана човекове еволуције.

## Хомо сапиенс
Пре око 45 000 година појавила се нова људска врста, кромањонац (хомо сапиенс - разумни човек) који је пронађен у Француској у пећини Кромањон. Имао је свест о свом постојању и говорни језик. Ова људска врста је потисла неандерталце и оставила је трајна дела на зидовима многих пећина.